# James Cossar Ewart
James Cossar Ewart, född den 26 november 1851 i Penicuik (Midlothian), död där den 31 december 1933, var en skotsk zoolog.
Ewart blev 1882 professor i biologi vid universitetet i Edinburgh. Han gjorde uppmärksammade inlägg i fiskerifrågor (The natural and artificial fertilisation of herring ova, 1884; On the progress of fishculture in America, samma år). Mycket intresse förtjänar de undersökningar och experiment, som han företog för att utröna de tama hästrasernas ursprung (The Penicuik experiments, 
1899; The multiple origin of horses and ponies, 1904). År 1879 invaldes Ewart som Fellow of the Royal Society of Edinburgh och 1893 som Fellow of the Royal Society.